# Krasnokamjanka (rada miejska w Jałcie)
Krasnokamjanka (ukr. Краснокам'янка, ros. Краснокаменка, Krasnokamienka) – osiedle typu miejskiego na Ukrainie, w Autonomicznej Republice Krymu (de iure stanowiącej integralną część państwa ukraińskiego, w 2014 anektowanej przez Rosję i odtąd funkcjonującej jako Republika Krymu), administracyjnie podporządkowane radzie miejskiej w Jałcie. W 2001 liczyło 1056 mieszkańców, wśród których 104 wskazało jako ojczysty język ukraiński, 856 rosyjski, 59 krymskotatarski, 2 białoruski, 1 ormiański, 33 inny, a 1 osoba się nie zadeklarowała. Według spisu ludności przeprowadzonego przez okupacyjne władze rosyjskie populacja wsi w 2014 wynosiła 1051 osób.